# Juronics Tamás
Juronics Tamás (Tata, 1969. február 5. –) Kossuth- és Harangozó Gyula-díjas magyar táncművész és koreográfus, színházi rendező, érdemes művész, a Halhatatlanok Társulatának örökös tagja.

## Életpályája
1987-ben végezte el a Magyar Táncművészeti Főiskola néptánc tagozatát, ekkor a Szegedi Balett táncosa, 1990-től magántáncosa, 1991-től pedig koreográfusa lett. Nevéhez több mint 50 koreográfia fűződik. 1993 óta a Szegedi Kortárs Balett művészeti vezetője. 2007-től 2008-ig a Magyar Táncművészek Szövetségének elnöke, 2008-tól 2013-ig a Szegedi Nemzeti Színház művészeti igazgatója volt.

## Színpadi szerepei
- Mark Twain: Koldus és királyfi
- Csemer Géza–Szakcsi Lakatos Béla: A bestia
- Kornis Mihály: Büntetések....K. árnyéka
- Bartók Béla: A kékszakállú herceg vára....A prológot elmondja
- Atlantisz

### Rendezései
| - Bartók Béla: A kékszakállú herceg vára - Molnár Ferenc: A vörös malom - Kodály Zoltán: Háry János - Nyikolaj Vasziljevics Gogol: Háztűznéző - Berlioz: Faust elkárhozása - James Rado–Gerome Ragni: Hair - Verdi: Traviata - Verdi: Rigoletto - Bartók Béla: A csodálatos mandarin - Csipkerózsika - Zandonai: Francesca da Rimini - Bernstein–Laurents–Sondheim: West Side Story | - Hajsza - Csajkovszkij: A hattyúk tava - Homo ludens - Homo Hungaricus - Inferno - Stravinsky: A katona története - Postscriptum - Szentivánéji álom - XX. század – balettest - Lendvay Kamilló: A mennyei város - Offenbach: Hoffmann meséi - Andrew Lloyd Webber–Tim Rice: Evita |

### Koreográfiái
| - Stravinsky: Tűzmadár - Bartók Béla: A fából faragott királyfi - Martos Ferenc–Bródy Miksa: Leányvásár - Akutagava Rjúnoszuke: A vihar kapujában - Tim Hawkins: JFK - Kodály Zoltán: Háry János - Déry Tibor–Presser Gábor–Adamis Anna: Képzelt riport egy amerikai popfesztiválról - Bruno Jasienski: Próbababák bálja - Madách Imre: Az ember tragédiája - Koltay Gergely: A megfeszített - David Hirson: A bohóc - Katona József: Bánk bán - Bodolay Géza: Előre hát, fiúk! - Vörösmarty Mihály: Czillei és a Hunyadiak - Gounod: Faust - Molière: Mizantróp (Az új embergyűlölő) - Vörösmarty Mihály – Weiner Leó: Csongor és Tünde - Verdi: Az álarcosbál - Kálmán Imre: Csárdáskirálynő - Atlantisz - Carmen variációk - Carl Orff: Carmina Burana - Csipkerózsika - Bartók Béla: A csodálatos mandarin - Csajkovszkij: A diótörő - Hajsza (táncjáték) | - Csajkovszkij: A hattyúk tava - Homo ludens (balett) - Homo Hungaricus - Inferno - Stravinsky: A katona története - Hans Christian Andersen–Jevgenyij Svarc: A király meztelen - Kísértés - Látlelet - Lendvay Kamilló: A mennyei város - Wolfgang Amadeus Mozart: Piano - Postscriptum - Wolfgang Amadeus Mozart: Requiem - William Shakespeare: Rómeó és Júlia - Stabat Mater - Szentivánéji álom (balett) - Szilánkok - Bartók Béla: Táncszvit - Testek filozófiája - To pretend - Tybalt - Dvořák–Ágens: Új világ - Rítus - Stravinsky: Tavaszi áldozat - Mimikri - Ravel: Daphnis és Chloé - Insomnia - Carl Orff: Catulli Carmina |

## Filmek
- A csodálatos mandarin (2001) (rendező, koreográfus, címszereplő)
- Homo ludens (koreográfus, szereplő)
- Traviata (2010)

## Díjai
- Harangozó Gyula-díj (1997)
- Gundel művészeti díj (2001)
- Érdemes művész (2005)
- Imre Zoltán-díj (2007)
- Prima díj (2007)
- Szeged Kultúrájáért díj (2008)
- Eck Imre-díj (2008)
- Kossuth-díj (2009)
- Szeged Város Emlékérme (2009)
- Seregi László-díj (2014)
- Örökös tag a Halhatatlanok Társulatában (2015)
- Hevesi Sándor-díj (2023)[1]

## Magánélete
Feleségével 2006 decembere óta van együtt, 2013 óta élnek házasságban. Két lányuk van, Míra 2016 júliusában, Johanna 2020 októberében született.